# Günter Klass

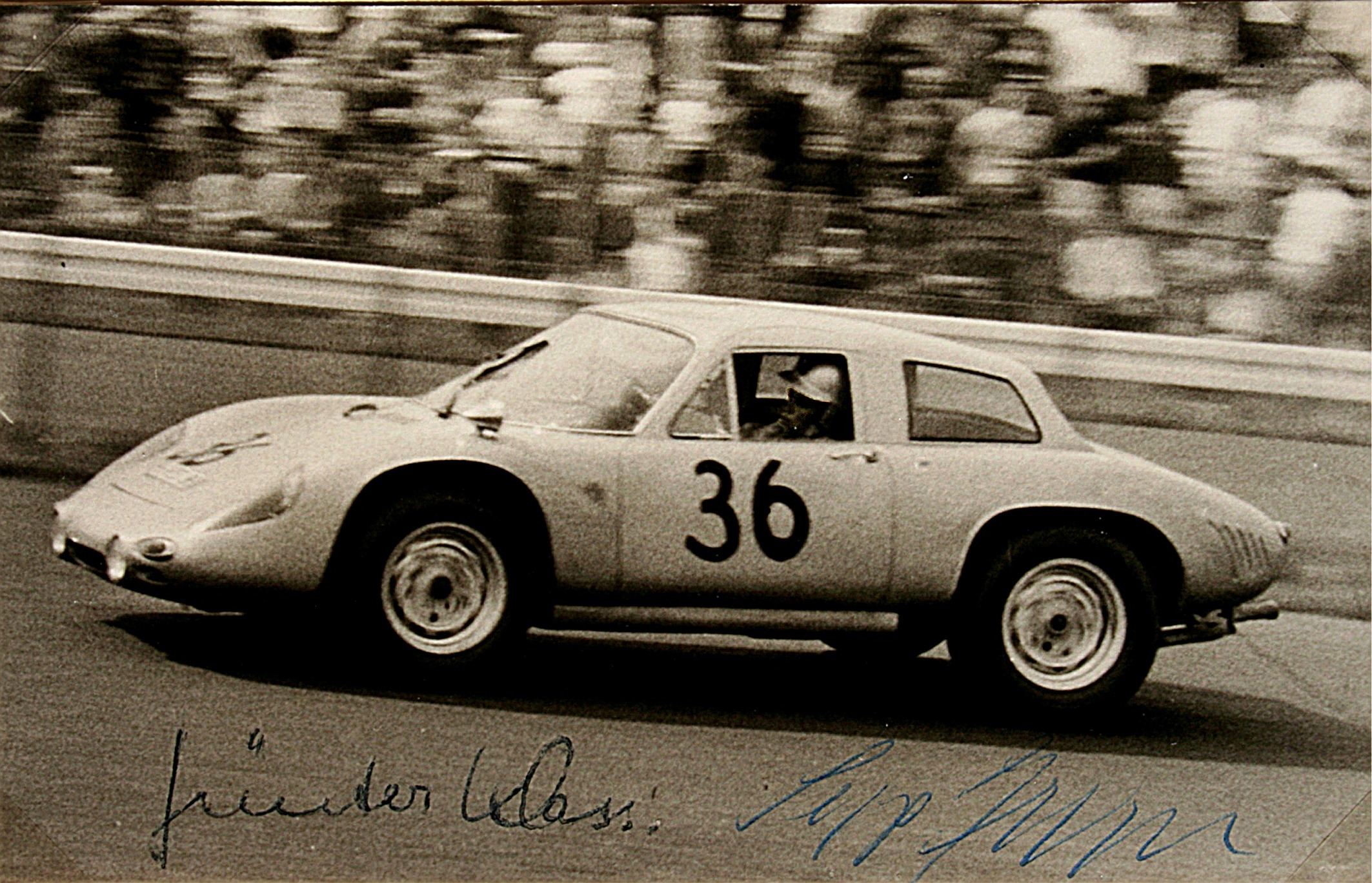
Günter Klass im Porsche 356 B 1600 GS-GT (sog. Dreikantschaber) beim 1000-km-Rennen auf dem Nürburgring 1964

Günter Klass (* 25. Januar 1936 in Stuttgart; † 22. Juli 1967 bei Florenz) war ein deutscher Automobilrennfahrer, der in den 1960er-Jahren auf Rundstrecken, Bergrennen, Straßenrennen und Rallyes aktiv war. Er wurde 1966 Rallye-Europameister.

## Leben und Karriere
Die Karriere des Handwerkers, der auch „Bobby“ genannt wurde, begann Anfang der 1960er-Jahre. 1963 nahm Klass beim 1000-km-Rennen auf dem Nürburgring erstmals an einem Weltmeisterschaftslauf teil, zusammen mit Joseph Greger auf einem vom Werk eingesetzten Porsche 356 B Carrera Abarth GTL. Bei der Rallye Wiesbaden setzte er privat einen Porsche 356 B Carrera 2 ein und wurde zusammen mit Rolf Wütherich Neunter. 1964 war er sowohl als Privatfahrer wie auch als Werksfahrer mit einem Porsche 356 B 2000 GS-GT „Dreikantschaber“ mit 1,6-Liter-Motor bei Langstreckenrennen am Start. Bei der Targa Florio wurde er zusammen mit Jochen Neerpasch Siebter. Rennleiter Huschke von Hanstein war auf dem Fahrzeug gemeldet, fuhr aber nicht. Auf dem Nürburgring wurden Klass/Greger Fünfzehnte in der Gesamtwertung und Klassendritte. Bei der Tour de France für Automobile belegten Klass/Wütherich nach 2200 Kilometern im Werks-Porsche 904 den vierten Rang. Bei den 1000 km de Paris in Montlhéry schied sein Teamkollege Robert Buchet im privat eingesetzten 904 früh aus.
In der WM-Saison 1965 war Klass mehrfach für das Porsche-Werk am Start. Er schied in Le Mans aus, wurde in Sebring und der Targa Florio jeweils Fünfter sowie Sechster am Nürburgring. Auf einem Porsche 904 der Schweizer Scuderia Filipinetti errang Klass beim Schauinsland-Rennen den sechsten Platz.
Für die WM-Saison 1966 unternahm Porsche unter Leitung von Ferdinand Piëch große Anstrengungen. Es wurde neue Varianten entwickelt und vor allem mehr Fahrzeuge als früher eingesetzt. Klass startete wieder mehrfach für das Porsche-Werk. Mit Udo Schütz wurde er in Daytona Achter im alten 904, in Sebring zusammen mit Gerhard Mitter schied er auf dem neuen Porsche 906 mit Motorschaden aus. Für die Targa Florio wurde ihm zusammen mit Colin Davis, dem Sieger von 1964, der Porsche 906, Startnummer 224, mit 2,2-Liter-Achtzylindermotor anvertraut, der in der Prototypenklasse über zwei Liter an den Start ging. Mit dem ca. 270 PS starken Achtzylinder waren die beiden auf den großen Vierliter-Ferrari 330P3 von Vaccarella/Bandini angesetzt, und Klass unterbot die vom Lokalmatador im Freitagstraining vorgelegten 39.07,1 Minuten um mehr als eine Sekunde. Für das Rennen war bei der Targa die Trainingszeit wenig bedeutend; es wurde einzeln wie bei Rallyes gestartet, mit 30 Sekunden Abstand, sodass die Wagen nur indirekt gegeneinander fuhren. Ein Positionskampf auf der engen Strecke ergab wenig Sinn, da der früher Gestartete in der Wertung meist schon zurücklag. Im Prinzip starteten die kleinsten bzw. langsamsten Wagen zuerst, die Startzeitpunkte einiger Wagen wurde in Sizilien jedoch öfters verschoben. Auf der von nächtlichen Unwettern teils verschlammten, teils regennassen Piste übernahm zunächst Mitter im ca. 50 PS schwächeren Sechszylinder die Spitze. In der vierten Runde setzte ein Hagelsturm ein, der insbesondere jene Fahrer einbremste, die nach der dritten Runde das Steuer übernommen hatten. Klass jedoch fuhr eine vierte Runde, seine Rundenzeit war dabei über drei Minuten schneller als die zweitschnellste des Markenkollegen Dieter Glemser, wodurch Klass nach vier Runden und 2:50:03,1 Stunden mit über drei Minuten Vorsprung (2:52:37,0 Stunden) vor dem großen Ferrari des Sizilianers Vaccarella das Rennen anführte. Danach übernahm Davis, der durch eine Krankheit geschwächt 4 Minuten verlor, bevor er wieder an Klass übergab. Klass jagte daraufhin den nun von Bandini gefahrenen Vierliter-Ferrari mit der Nummer 230, der mitten auf der 72 km langen Strecke an der Kreuzung nach Polizzi nachtanken musste. Obwohl der Ferrari zweieinhalb Minuten vorher gestartet war, lag Klass jetzt auch auf der Strecke vorn. Angefeuert von den Zuschauern versuchte Bandini wieder zu überholen, kam aber in einer Spitzkehre von der Strecke ab. Zur gleichen Zeit fielen der Dino von Parkes mit Motorschaden und der 906 von Glemser nach Unfall aus, sodass die beiden Werkswagen von Klass und Mitter das Rennen anführten, vor dem Schweizer Semi-Werks-906. Doch beim Positionskampf in der siebten Runde berührten sich Klass und Mitter, worauf Mitter ausschied, während Klass die Runde beenden konnte und als Drittletzter noch in die Wertung kam. Dies war kaum ein Trost für die Schwaben, von deren vier Werkswagen drei mit deutschsprachigen Fahrern durch Unfall ausschieden, während Arena/Pucci Dritte wurden. Den vier Werks-Ferrari erging es ähnlich, und am Ende zahlte es sich aus, dass Porsche das Chassis 906-128, das für das Werk in Monza Rang 4 belegt hatte und später in Werksdiensten in Zeltweg siegte, der Scuderia Filipinetti anvertraute, deren Fahrer Herbert Müller und Willy Mairesse siegten.
Auf dem Nürburgring 1966 gingen fünf Werkswagen an den Start. Klass war dabei, aber den Achtzylinder fuhren Jochen Rindt und Nino Vaccarella, die Startplatz drei erreichten. Im teaminternen Wettkampf der Sechszylinder-Werksfahrer erzielten Klass/Schütz und Herrmann/Glemser die beste Trainingszeit (fünfter und sechster Startplatz), das Rennergebnis war jedoch enttäuschend. Nach dem Ausfall der drei schnellsten Porsche siegten Phil Hill/Joakim Bonnier mit einem Chaparral vor den Zweiliter-Ferrari Dino. In Le Mans hatte Porsche zwar keine Chancen auf den Gesamtsieg, aber die beiden Zweiliter-Klassen wollte man sich sichern, wozu wieder fünf Werkswagen aufgeboten wurden. Nach einem Debakel von Ferrari siegten drei Siebenliter-Ford vor den drei Porsche-Prototypen, gefolgt von Klass und Rolf Stommelen als Klassensieger bei den Zweiliter-Sportwagen.
Das neuerbaute Motodrom des Hockenheimrings war Schauplatz des Großen Preises von Hockenheim, der nur in den kleinen Klassen zur Weltmeisterschaft zählte. Ferrari blieb fern, und Porsche vergab drei Werkswagen an die Stuttgarter Lokalmatadoren Mitter, Herrmann und Klass. In beiden Läufen siegte Mitter; Klass war nur Dritter im Training, fuhr aber die schnellste Rennrunde. Es sollte der letzte Porsche-Werkseinsatz für Klass bleiben, denn beim Bergrennen Bergrennen Sierra-Montagna fuhr Mitter den Achtzylinder-Bergspyder und Herrmann den neuen Porsche 910. Klass hatte jedoch auf Porsche 911 R den Rallye-Europameistertitel geholt.
Die WM-Saison 1967 begann mit einem Dreifach-Triumph der großen Ferrari-Prototypen in Daytona. Beim anschließenden 12-Stunden-Rennen von Sebring waren diese abwesend, aber Klass war nun Werksfahrer der Scuderia Ferrari auf Sportwagen des Typs Ferrari Dino und damit direkter Gegner der Porsche 910. In Sebring schied er jedoch zusammen mit Herbert Müller durch Fahrwerksdefekt aus. Bei der Targa Florio kam er in der ersten Runde von der sizilianischen Bergstraße ab, wohl weil er seine ehemaligen Kollegen von Porsche schlagen wollte, Mario Casoni kam so nicht zum Einsatz. Beim 1000-km-Rennen auf dem Nürburgring verhinderte ein Schaden des auf 2,4 Liter vergrößerten Motors im Training einen Start zusammen mit Ludovico Scarfiotti, der von der fünften Position erfolgt wäre. In Le Mans fuhren Günter Klass und Peter Sutcliffe einen der großen Vierliter-Werks-Ferrari 330P4 (Chassis #0860, Startnummer 19), schieden aber wenige Stunden vor dem Ende des Rennens auf Platz vier liegend mit einem Schaden an der Benzinpumpe aus.

## Unfall

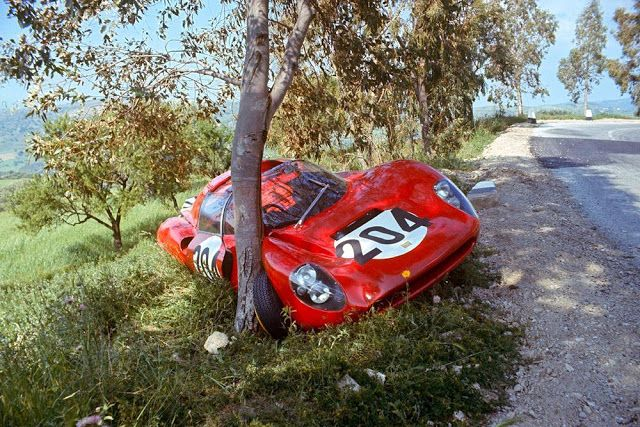
Der bei der Targa Florio 1966 glimpflicher an einem Baum verunfallte Ferrari Dino 206S von Scarfiotti/Parkes

Der neunte WM-Lauf, der Gran Premio Mugello als 500-km-Rennen von Mugello 1967, fand am 23. Juli auf dem 66 km langen Straßenkurs Circuito stradale del Mugello statt, in der Nähe des später erbauten Autodroms. Im Training am Samstagnachmittag verunglückte Günter Klass tödlich mit dem T-Car, dem Ferrari Dino 206S Chassis 0842, dem ersten 206-S-Chassis, das 1966 zunächst in drei Sportwagen-WM-Langstreckenrennen eingesetzt wurde, dann für Bergrennen optimiert mit Ludovico Scarfiotti in vier EM-Bergrennen am Start war und zwei Gesamtsiege erzielte. Für 1967 wurde der Wagen zum Gruppe-7-Spider umgebaut, mit verkürzter Scheibe, einfachem Überrollbügel und flacher Heckhaube. Dieses Fahrzeug war zwei Wochen vorher von Scarfiotti beim Bergrennen Trento-Monte Bondone mit Startnummer 100 auf Platz zwei hinter Gerhard Mitter im leichten Porsche 910 Bergspyder gefahren worden; Klass im Ferrari-Prototyp Nr. 92 wurde durch eine Zeitstrafe wegen Frühstarts von Platz drei auf vier versetzt.
Auf der Abfahrt vom Passo del Giogo nach Firenzuola kam der Dino nach einer schnellen Linkskurve, laut Augenzeugen möglicherweise infolge eines technischen Defektes, von der Fahrbahn ab und traf mit der rechten Seite, wo bei Ferrari-Rennsportwagen der Fahrer sitzt, auf einen Baum, der bis zur Fahrzeugmitte eindrang. Klass wurde nach wenigen Minuten geborgen und mit einem Hubschrauber nach Florenz gebracht, wo der Tod festgestellt wurde.
Die Scuderia zog anschließend nicht nur den für das Rennen zusammen mit Jonathan Williams vorgesehenen Werks-Ferrari Dino 206P (Chassis 010, Startnummer 19) zurück, sondern auch den anderen Dino von Scarfiotti und Nino Vaccarella. 
Am Unfallort bei Favale südlich von Firenzuola wurde ein Gedenkstein aufgestellt und im Sommer 2021 fand eine Gedenkveranstaltung am „Largo Gunter Klass“ statt. Ein Schild mit der Aufschrift „Gunter Klass pilota 1936/1967“ findet sich neben der SS 503 „Strada statale 503 del Passo del Giogo“ beim Abzweig der „Via Casanuova Favale“.

## Statistik

### Le-Mans-Ergebnisse
| Jahr | Team                       | Fahrzeug                | Teamkollege     | Platzierung            | Ausfallgrund  |
| ---- | -------------------------- | ----------------------- | --------------- | ---------------------- | ------------- |
| 1965 | Porsche System Engineering | Porsche 904/6           | Dieter Glemser  | Ausfall                | Antriebswelle |
| 1966 | Porsche System Engineering | Porsche 906/6 Carrera 6 | Rolf Stommelen  | Rang 7 und Klassensieg |               |
| 1967 | SpA Ferrari Sefac          | Ferrari 330P4           | Peter Sutcliffe | Ausfall                | Benzinpumpe   |

### Sebring-Ergebnisse
| Jahr | Team                       | Fahrzeug          | Teamkollege    | Platzierung            | Ausfallgrund  |
| ---- | -------------------------- | ----------------- | -------------- | ---------------------- | ------------- |
| 1965 | Porsche Automobile Co.     | Porsche 904 GTS   | Lake Underwood | Rang 5 und Klassensieg |               |
| 1966 | Porsche System Engineering | Porsche 906       | Gerhard Mitter | Ausfall                | Ventilschaden |
| 1967 | Scuderia Filipinetti       | Ferrari Dino 206S | Herbert Müller | Ausfall                | Aufhängung    |

### Einzelergebnisse in der Sportwagen-Weltmeisterschaft
| Saison | Team                                  | Rennwagen                       | 1   | 2   | 3   | 4   | 5   | 6   | 7   | 8   | 9   | 10  | 11  | 12  | 13  | 14  | 15  | 16  | 17  | 18  | 19  | 20  | 21  | 22  |
| ------ | ------------------------------------- | ------------------------------- | --- | --- | --- | --- | --- | --- | --- | --- | --- | --- | --- | --- | --- | --- | --- | --- | --- | --- | --- | --- | --- | --- |
| 1963   | Porsche Günter Klass                  | Porsche 356                     | DAY | SEB | SEB | TAR | SPA | MAI | NÜR | CON | ROS | LEM | MON | WIS | TAV | FRE | CCE | RTT | OVI | NÜR | MON | MON | TDF | BRI |
| 1963   | Porsche Günter Klass                  | Porsche 356                     |     |     |     |     |     |     | DNF |     |     |     |     | 9   |     |     |     |     |     |     |     |     |     |     |
| 1964   | Porsche Günter Klass Auguste Veuillet | Porsche 356 Porsche 904         | DAY | SEB | TAR | MON | SPA | CON | NÜR | ROS | LEM | REI | FRE | CCE | RTT | SIM | NÜR | MON | TDF | BRI | BRI | PAR |     |     |
| 1964   | Porsche Günter Klass Auguste Veuillet | Porsche 356 Porsche 904         |     |     | 7   |     |     |     | 15  |     |     |     |     |     |     |     |     |     | 4   |     |     | DNF |     |     |
| 1965   | Porsche Scuderia Filipinetti          | Porsche 904                     | DAY | SEB | BOL | MON | MON | RTT | TAR | SPA | NÜR | MUG | ROS | LEM | REI | BOZ | FRE | CCE | OVI | NÜR | BRI | BRI |     |     |
| 1965   | Porsche Scuderia Filipinetti          | Porsche 904                     |     | 5   |     |     |     |     | 5   |     | 6   |     |     | DNF |     |     | 6   |     |     |     |     |     |     |     |
| 1966   | Porsche                               | Porsche 904 Porsche 906         | DAY | SEB | MON | TAR | SPA | NÜR | LEM | MUG | CCE | HOK | SIM | NÜR | ZEL |     |     |     |     |     |     |     |     |     |
| 1966   | Porsche                               | Porsche 904 Porsche 906         | 8   | DNF |     | 42  |     | DNF | 7   |     |     | 2   |     |     |     |     |     |     |     |     |     |     |     |     |
| 1967   | Scuderia Filipinetti Ferrari          | Ferrari Dino 246S Ferrari 330P4 | DAY | SEB | MON | SPA | TAR | NÜR | LEM | HOK | MUG | BRH | CCE | ZEL | OVI | NÜR |     |     |     |     |     |     |     |     |
| 1967   | Scuderia Filipinetti Ferrari          | Ferrari Dino 246S Ferrari 330P4 |     | DNF | DNF |     | DNF |     | DNF |     | DNS |     |     |     |     |     |     |     |     |     |     |     |     |     |